# Stefano D'Arrigo
 (mars 2023).
La mise en forme du texte ne suit pas les recommandations de Wikipédia : il faut le « wikifier ».
Les points d'amélioration suivants sont les cas les plus fréquents. Le détail des points à revoir est peut-être précisé sur la page de discussion.
- Les titres sont pré-formatés par le logiciel. Ils ne sont ni en capitales, ni en gras.
- Le texte ne doit pas être écrit en capitales (les noms de famille non plus), ni en gras, ni en italique, ni en « petit »…
- Le gras n'est utilisé que pour surligner le titre de l'article dans l'introduction, une seule fois.
- L'italique est rarement utilisé : mots en langue étrangère, titres d'œuvres, noms de bateaux, etc.
- Les citations ne sont pas en italique mais en corps de texte normal. Elles sont entourées par des guillemets français : « et ».
- Les listes à puces sont à éviter, des paragraphes rédigés étant largement préférés. Les tableaux sont à réserver à la présentation de données structurées (résultats, etc.).
- Les appels de note de bas de page (petits chiffres en exposant, introduits par l'outil «  Source ») sont à placer entre la fin de phrase et le point final[comme ça].
- Les liens internes (vers d'autres articles de Wikipédia) sont à choisir avec parcimonie. Créez des liens vers des articles approfondissant le sujet. Les termes génériques sans rapport avec le sujet sont à éviter, ainsi que les répétitions de liens vers un même terme.
- Les liens externes sont à placer uniquement dans une section « Liens externes », à la fin de l'article. Ces liens sont à choisir avec parcimonie suivant les règles définies. Si un lien sert de source à l'article, son insertion dans le texte est à faire par les notes de bas de page.
- La présentation des références doit suivre les conventions bibliographiques. Il est recommandé d'utiliser les modèles {{Ouvrage}}, {{Chapitre}}, {{Article}}, {{Lien web}} et/ou {{Bibliographie}}. Le mode d'édition visuel peut mettre en forme automatiquement les références.
- Insérer une infobox (cadre d'informations à droite) n'est pas obligatoire pour parachever la mise en page.

Pour une aide détaillée, merci de consulter Aide:Wikification.
Si vous pensez que ces points ont été résolus, vous pouvez retirer ce bandeau et améliorer la mise en forme d'un autre article.
Fortunato Stefano D'Arrigo, né le 15 octobre 1919 à Alì Terme (Sicile), et décédé à Rome le 2 mai 1992, est un écrivain, poète et critique d'art italien.

## Biographie

### Jeunesse
D'Arrigo naît à Alì Terme, dans la province de Messine, le 15 octobre 1919. Il se forme à Milazzo et termine ses études à Messine, où il présente une thèse sur Friedrich Hölderlin. Il s'installe à Rome en tant que critique d'art et rédige pour des journaux et des magazines. Il fréquente peintres et sculpteurs, et écrit ses premiers vers.
Son recueil de poèmes Codice siciliano, publié par Scheiwiller en 1957, est réédité avec quelques ajouts par Mondadori en 1978 .

### Horcynus Orca
Il consacre l'essentiel du temps à son ouvrage le plus important, Horcynus Orca, de 1957 à 1975 : un véritable cas littéraire faisant beaucoup parler de lui, également en raison de certains chapitres publiés dans des magazines et pour le lancement publicitaire de Mondadori lorsque la première édition est enfin imprimée.
Ce roman, de 1258 pages, raconte l'histoire de 'Ndrja Cambrìa, marin de la Regia Marina qui revient après la proclamation de Badoglio, à Cariddi sa ville natale sur les rives du détroit de Messine.
À sa sortie, le livre se vend à 80 000 exemplaires, et 25 000 de l'édition de poche, suivis de 20 000 d'une deuxième édition de poche. Il attire ainsi l'attention des critiques et d' écrivains, tels que Mario Grasso, Giacomo Debenedetti, Maria Corti, Ignazio Baldelli, Gianfranco Contini, Claudio Magris, Vittorio Sereni, Geno Pampaloni, Pier Paolo Pasolini, Giorgio Caproni, Giovanni Raboni, Luigi Malerba, Vincenzo Consolo, Primo Levi, Giuseppe Pontiggia ou Alfredo Giuliani .
Horcynus Orca, complexe et raffiné, construit avec une langue nouvelle trouvant ses racines dans l' ancienne langue sicilienne, traite du mythe du nostos: le retour à la maison du héros errant. Ce mythe est présent dans la littérature depuis ses origines jusqu'au monde contemporain, de l'Odyssée primitive d'Homère à sa "suite" dans Ulysse de James Joyce, mais avec un accent supplémentaire sur la culture et la littérature maritimes (c-à-d. celle de Melville, Conrad, Stevenson ou Hemingway – évidemment et avant tout Le vieil homme et la mer – mais aussi celle de Raffaello Brignetti). Certains scientifiques proposent d'attribuer un diplôme honorifique en océanographie à l'auteur.
Le titre du roman (qui comprend deux mises en page et de très longues relectures), passe de La testa delfino à I fatti della fera avant le titre définitif. La première version est disponible pour les lecteurs avec le titre de I fatti della fera, une version plus courte mais plus riche en sicilianismes éliminés ensuite (dont certaines pages sont également publiées sous le titre I giorni della fera, par Einaudi, en 1960 ).
La stature de l'écrivain et l'aura que revêt le roman Horcynus Orca dans le panorama de la littérature, même au-delà de l' Italie (bien que très difficile à traduire dans d'autres langues) ne permettent pas un traitement synthétique et banal. Le roman est à nouveau disponible chez Rizzoli, dans les ouvrages en 4 volumes édités par Walter Pedullà . 
Le roman est traduit en 2023 en français sous le même titre,,, traduit par Monique Baccelli et Antonio Werli, aux éditions Le Nouvel Attila.

### Femme par magie
Le deuxième roman de D'Arrigo est Cima delle nobildonne, publié longtemps après le premier, en 1985, et traduit l'année suivante par  René de Ceccatty sous le titre Femme par magie.
Ici, l'écrivain change de scène et d'atmosphère, renonce à l'expérimentation linguistique et aborde le thème de la médecine avec une langue plus acérée et plus directe. Dans les hôpitaux et les laboratoires de recherche, une belle hermaphrodite, aimée de l'émir de Kuneor, est définitivement transformée en femme :  thèmes éternels de la vie et de la mort.

## Archive
Les archives de Stefano D'Arrigo  sont données en 1985 aux Archives Contemporaines Alessandro Bonsanti, du Cabinet Scientifique Littéraire GP Vieusseux, par l'écrivain qui a livré des matériaux relatifs au roman "Horcynus Orca". 
En janvier 2007, une nouvelle intégration suit, grâce à Jutta D'Arrigo qui fait don d'un autre noyau substantiel de matériaux. Une liste récapitulative de la première donation est dressée par Giorgio Zampa, alors conservateur des archives contemporaines. Une liste de cohérence est également disponible pour le supplément 2007. Le matériel bibliographique libre est trouvé avec la documentation d'archives  .

## Publications

### Poèmes
- Codice siciliano, Milano, All'insegna Del Pesce D'oro, 1957; Milano, A. Mondadori, 1978; Messina, Mesogea, 2016.

### Romans
- I giorni della fera, in "Il Menabò", n. 3, 1960; I fatti della fera, Milano, Rizzoli, 2000.  (ISBN 88-17-66981-4).
- Horcynus Orca, Milano, A. Mondadori, 1975.
  - Traduit en français sous le même titre[1],[2],[3], traduction de Monique Baccelli et Antonio Werli, éd. Le Nouvel Attila, 2023  (ISBN 9782493213556)
- Cima delle nobildonne, Milano, A. Mondadori, 1985. Premio Procida-Isola di Arturo-Elsa Morante 1986[5], Premio Brancati 1986[6]
  - Traduit en français sous le titre Femme par magie par René de Ceccatty, éd. Denoël, 1986  (ISBN 2-207-23299-9)

## Filmographie
- Accattone de Pier Paolo Pasolini (dans le rôle du juge d'instruction).